# Хофелд (Холштајн)
Хофелд (њем. Hoffeld) општина је у њемачкој савезној држави Шлезвиг-Холштајн. Једно је од 165 општинских средишта округа Рендсбург. Према процјени из 2010. у општини је живјело 170 становника. Посједује регионалну шифру (AGS) 1058076.

## Географски и демографски подаци
Хофелд се налази у савезној држави Шлезвиг-Холштајн у округу Рендсбург. Општина се налази на надморској висини од 38 метара. Површина општине износи 6,6 km². У самом мјесту је, према процјени из 2010. године, живјело 170 становника. Просјечна густина становништва износи 26 становника/km².

## Међународна сарадња
| Мјесто | Држава   | Врста сарадње | Од    |
| ------ | -------- | ------------- | ----- |
| Кекава | Летонија | партнерство   | 1993. |
| Извор  |          |               |       |